# Pyramidopidae
Famille
Les Pyramidopidae sont une famille d'opilions laniatores. On connaît près de 50 espèces dans 16 genres.

## Distribution
Les espèces de cette famille se rencontrent en Afrique, en Israël et au Belize.

## Liste des genres
Selon World Catalogue of Opiliones (04/04/2023) :
- Aburiplus Roewer, 1949
- Conomma Loman, 1902
- Haasus Roewer, 1949
- Jarmilana Cruz-López, Proud & Pérez-González, 2016
- Kwangonia Kauri, 1985
- Maiorerus Rambla, 1993
- Micronimba Roewer, 1953
- Neoconomma Özdikmen, 2006
- Nimbadus Roewer, 1953
- Opconomma Roewer, 1927
- Opconommula Roewer, 1949
- Proconomma Roewer, 1961
- Skufia Roewer, 1949
- Sorensenius Berg, 1898
- Tonkouinatus Roewer, 1953
- † Protopyramidops Bartel, Dunlop, Sharma, Selden, Ren & Shih, 2021

## Systématique et taxinomie
Cette famille a été décrite par Sharma, Prieto et Giribet en 2011.

## Publication originale
- Sharma, Prieto & Giribet, 2011 : « A new family of Laniatores (Arachnida : Opiliones) from the Afrotropics. » Invertebrate Systematics, vol. 25, no 2, p. 143–154.